# Rhamphorhynchoidea
I ranforincoidi (Rhamphorhynchoidea) sono uno dei due sottordini di pterosauri, o rettili volanti, e includono le forme più primitive. Questo gruppo è attualmente considerato parafiletico e non è più considerato valido a fini di classificazione. Informalmente, però, è ancora usato e alcuni scienziati lo utilizzano tuttora.

## Caratteristiche
Al contrario dell'altro sottordine di pterosauri, gli pterodattiloidi (Pterodactyloidea), i ranforincoidi (con qualche eccezione come gli Anaurognatidi) possedevano lunghe code e ossa delle ali relativamente corte. Molti di questi animali avevano una dentatura composta da lunghi denti acuminati, mentre il cranio era solitamente sprovvisto di creste, anche se di certo alcune forme avevano strutture formate da tessuti molli, come la cheratina. Generalmente i ranforincoidi erano piuttosto piccoli e raramente superavano il metro e mezzo di apertura alare; apparvero alla fine del Triassico e prosperarono nel Giurassico, per poi scomparire alla fine del periodo, a causa della competizione con i più evoluti pterodattiloidi (che si originarono proprio da alcuni ranforincoidi evoluti). A questo sottordine appartengono gli pterosauri più antichi e primitivi, come Eudimorphodon, rinvenuto in Italia. Tra le forme più note sono da ricordare Rhamphorhynchus, che dà il nome al gruppo, Dimorphodon, Scaphognathus, Campylognathoides e Dorygnathus.

## Classificazione

### Tassonomia
- Ordine Pterosauria

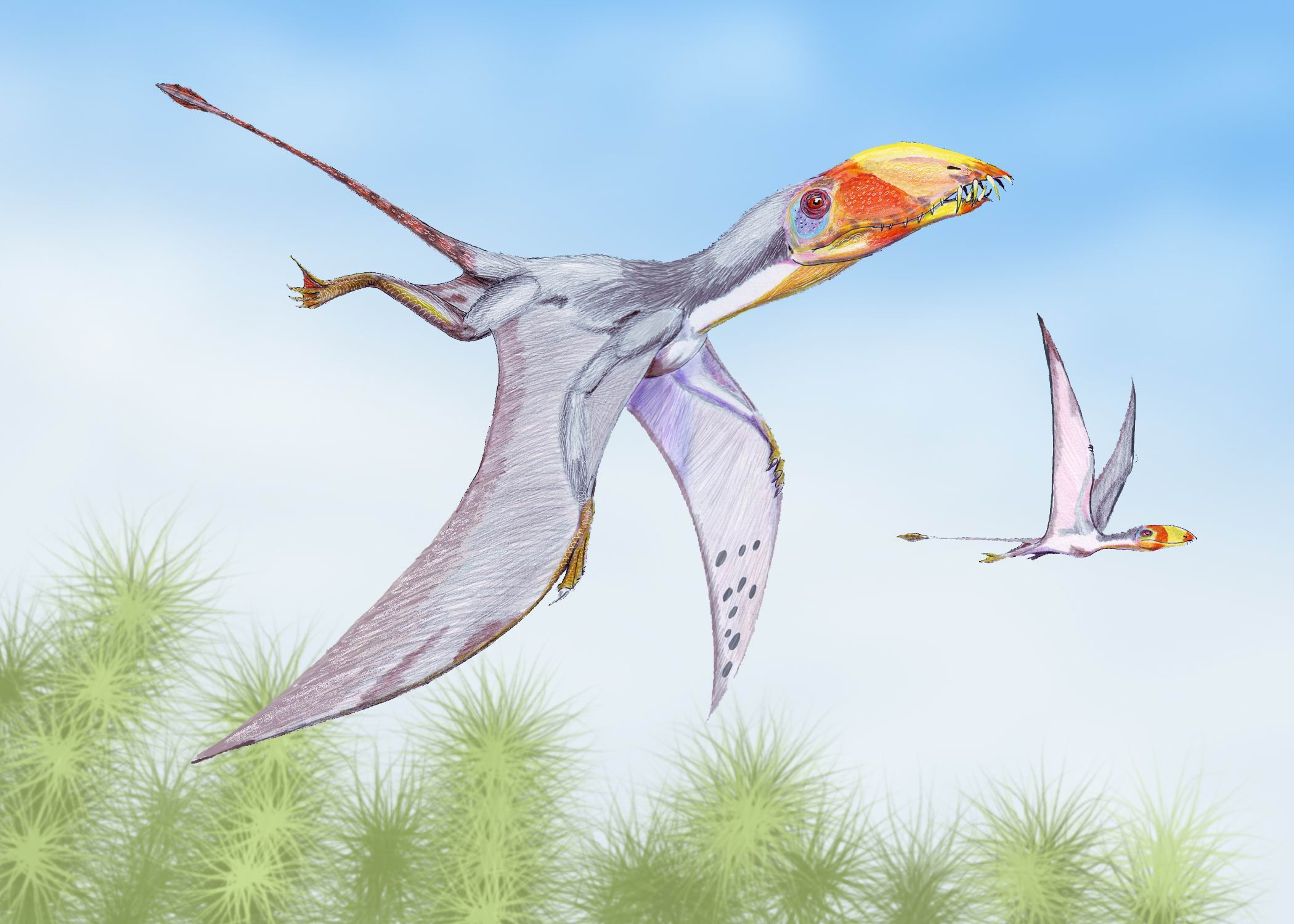
Dimorphodon.

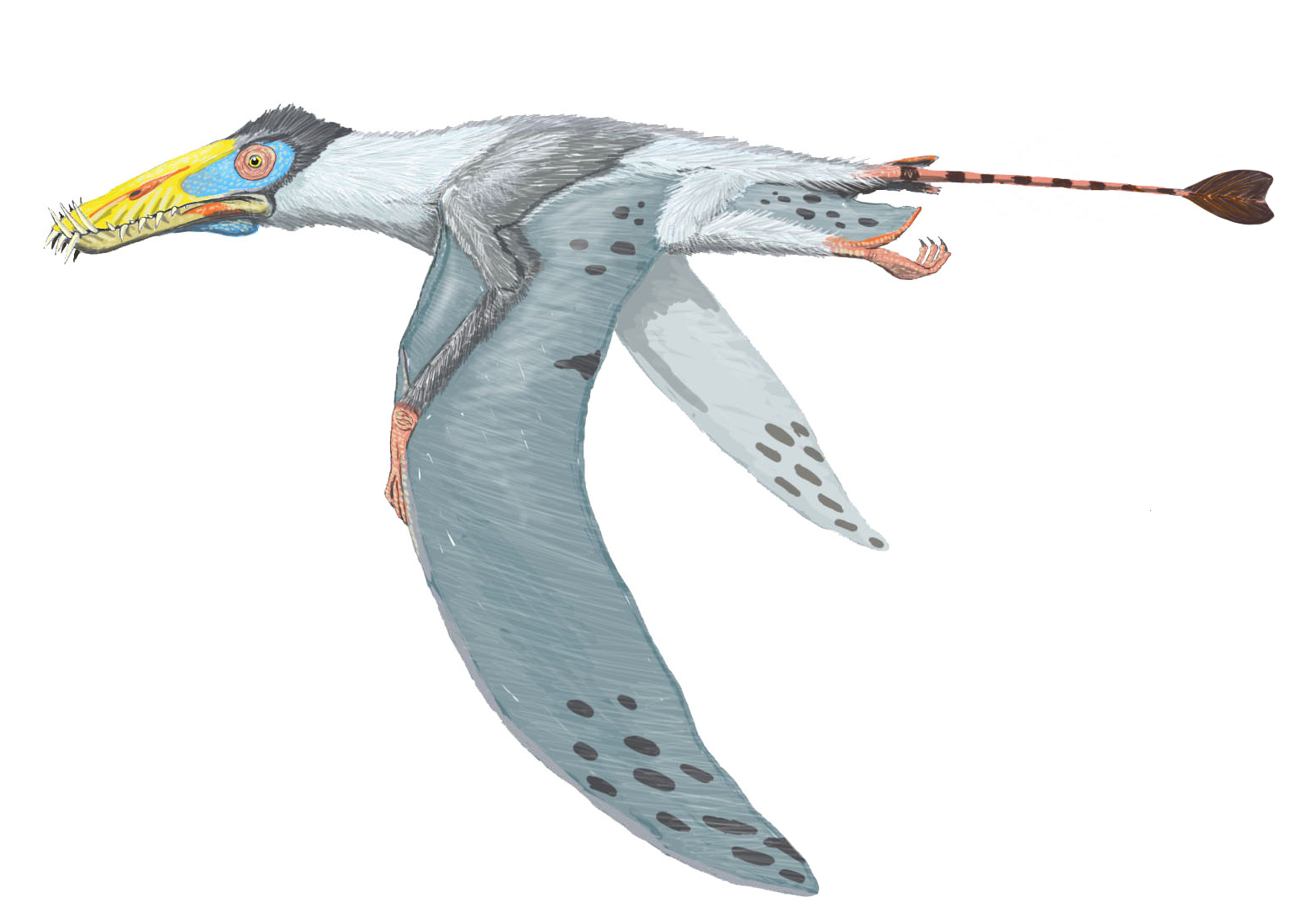
Dorygnathus.

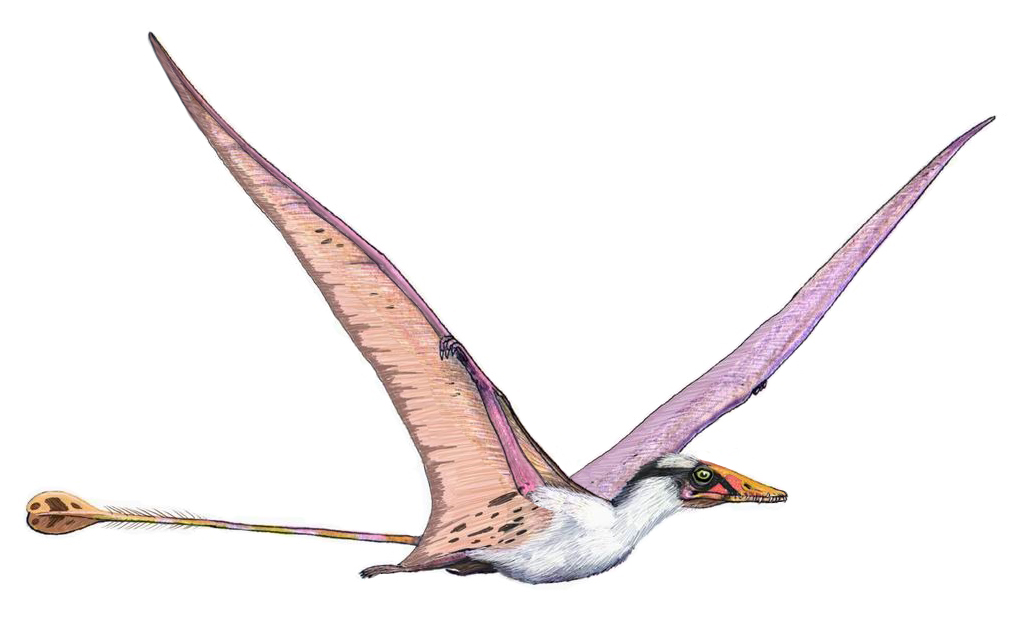
Campylognathoides.

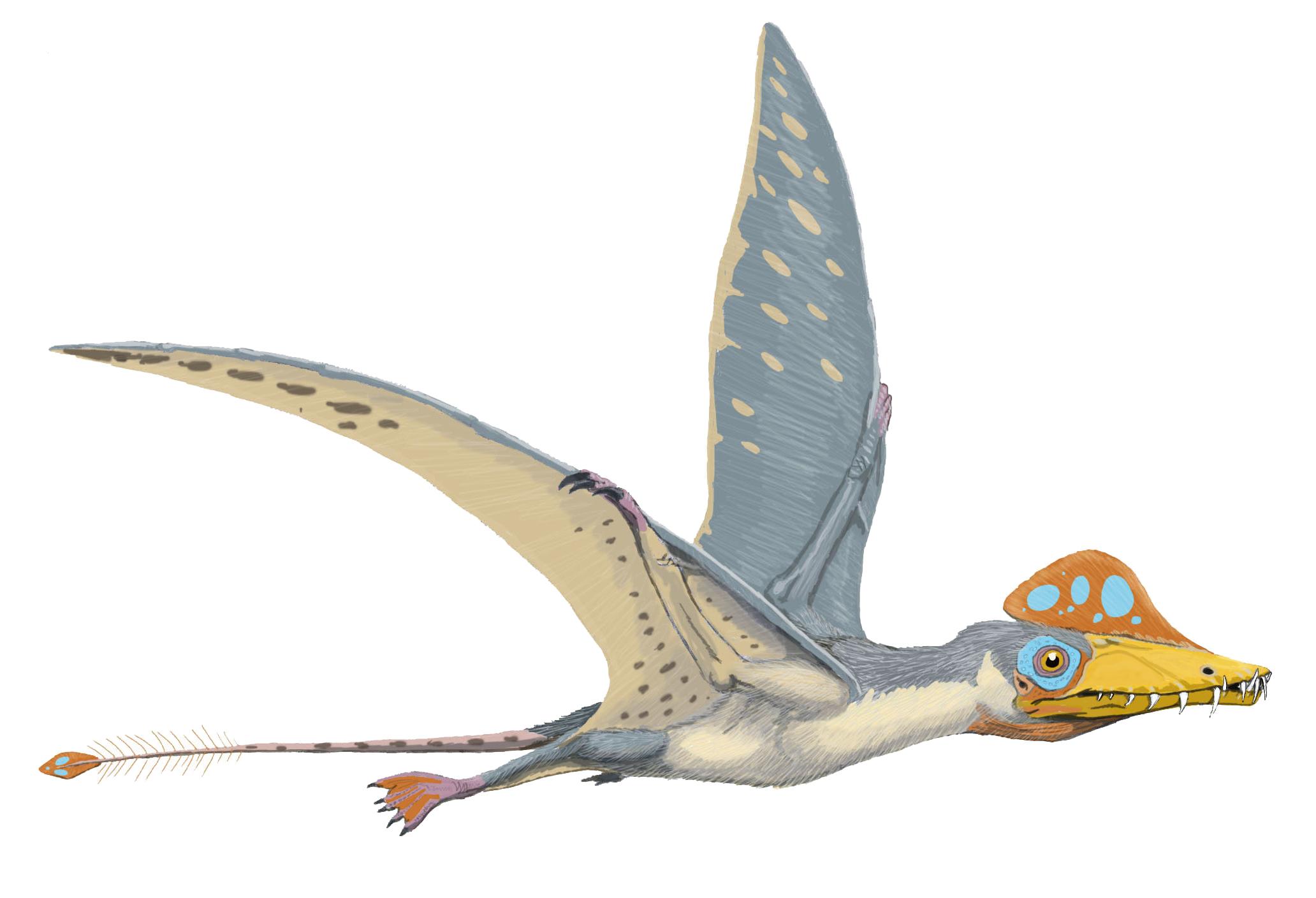
Scaphognathus.

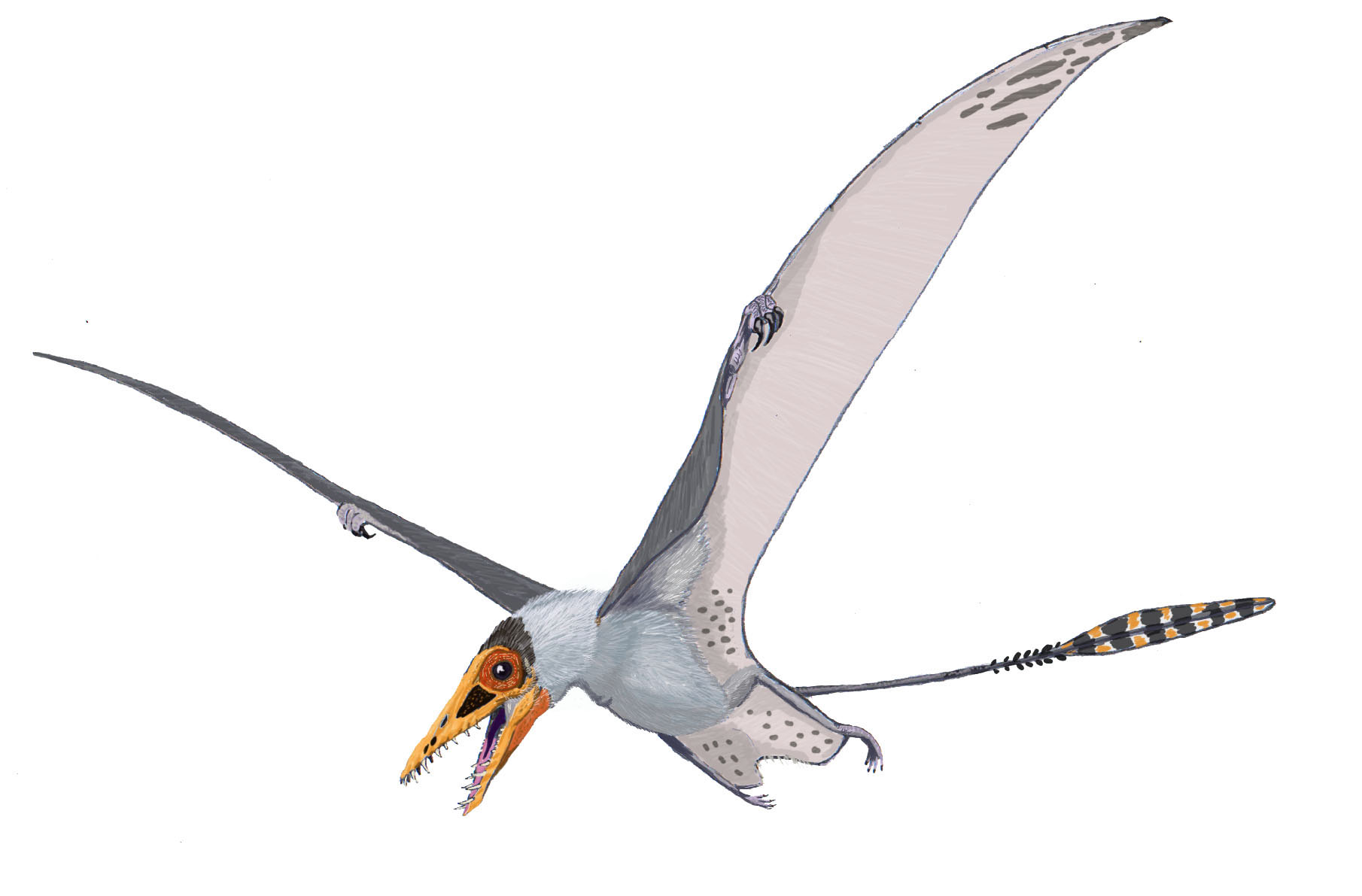
Sordes.

  - Sottordine Rhamphorhynchoidea parafiletico
    - Preondactylus
    - Famiglia Dimorphodontidae
      - Dimorphodon
      - Peteinosaurus

    - Famiglia Anurognathidae
      -         - Anurognathus
        - Batrachognathus
        - Dendrorhynchoides
        - Jeholopterus

    - Superfamiglia Campylognathoidea
      - Famiglia Campylognathoididae
        - Austriadactylus
        - Eudimorphodon
        - Campylognathoides
        - Bergamodactylus
        - Carniadactylus
        - Raeticodactylus

    - Famiglia Rhamphorhynchidae
      - Sottofamiglia Rhamphorhynchinae
        - Angustinaripterus
        - Dorygnathus
        - Nesodactylus
        - Rhamphocephalus
        - Rhamphorhynchus

      - Sottofamiglia Scaphognathinae
        - Cacibupteryx
        - Harpactognathus
        - Pterorhynchus
        - Scaphognathus
        - Sordes
- Ranforincoidi di incerta parentela (incertae sedis)
  - Comodactylus
  - Laopteryx
  - Odontorhynchus
  - Parapsicephalus
  - Rhamphinion

### Filogenia
Cladogramma tratto da Unwin (2003).
```
Pterosauria

|-?
Comodactylus
 
|-?
Laopteryx
 
|-?
Odontorhynchus
 
|-?
Rhamphinion
 
|-?
Preondactylus
 
`--
Macronychoptera

    |--
Dimorphodontidae

    `--
Caelidracones

 |--
Anurognathidae

 `--
Lonchognatha

          |--
Campylognathoididae

          `--
Breviquartossa

  |--
Rhamphorhynchidae

  | |--
Scaphognathinae

  | `--
Rhamphorhynchinae

             `--
Pterodactyloidea
```